# Roses Are Red (film)
Pour les articles homonymes, voir Roses Are Red.
Pour plus de détails, voir Fiche technique et Distribution.
Roses Are Red (littéralement : Les roses sont rouges) est un film américain réalisé par James Tinling, sorti en 1947.

## Fiche technique
- Titre : Roses Are Red
- Réalisation : James Tinling
- Assistant-réalisateur : Maurice Vaccarino
- Scénario : Irving Elman
- Photographie : Benjamin H. Kline
- Montage :  Frank Baldridge et William F. Claxton (monteur superviseur)
- Musique : Rudy Schrager
- Direction artistique : Walter Koessler
- Décors :  Albert Greenwood
- Costumes :
- Son :  John R. Carter
- Effets spéciaux : Howard A. Anderson Jr. (en)
- Producteur : Sol M. Wurtzel
- Producteur associé : Howard Sheehan
- Société de production : Sol M. Wurtzel Productions
- Société de distribution : Twentieth Century Fox
- Pays de production :  États-Unis
- Langue : Anglais américain
- Métrage : 1 842 m (7 bobines)
- Format : Noir et blanc — 35 mm — 1,37:1 — Son : Mono (Western Electric Recording)
- Genre : Film dramatique, Film policier, Thriller, Film d'action, Film noir
- Durée : 67 minutes
- Dates de sortie : 
  - États-Unis : 10 novembre 1947 (Première) / 14 novembre 1947 (sortie nationale)
  - Royaume-Uni : 7 décembre 1947
  - Japon : 10 décembre 1947
  - Espagne : 13 décembre 1947

## Distribution
- Don Castle (en) : Robert A. Thorne / Don Carney
- Peggy Knudsen : Martha McCormack
- Patricia Knight (en) : Jill Carney
- Joe Sawyer : le lieutenant de police Rocky Wall
- Edward Keane (en) : Jim Locke
- Jeff Chandler : John Jones aka The Knuckle
- Charles McGraw : Duke Arno
- Charles Lane : Lipton
- Paul Guilfoyle : George 'Buster' Cooley
- Douglas Fowley : Ace Oliver
- James Arness : Ray